# Gospodarstvo Združenih držav Amerike
Gospodarstvo Združenih držav Amerike je tržne narave, a se od pristnega tržnega gospodarstva loči po vpetosti javnih oblasti vanj. Državna ekonomija Združenih držav je s svojega 13,24 trilijona ameriških dolarjev bruto družbenega proizvoda (v letu 2006 po podatkih Mednarodnega denarnega sklada) največji znani gospodarski sistem v zgodovini človeštva, v katerem 5 odstotkov svetovnega prebivalstva ustvari okoli petino svetovnega gospodarskega proizvoda. Posledica tega visokega števila je eden najvišjih materialnih standardov na svetu v preteklem stoletju, ki ga uživajo prebivalci Združenih držav. Ob tem nekatere gospodarsko visoko razvite države v nivoju življenjskega standarda tekmujejo z ZDA. Gospodarstvo ZDA se je v preteklem stoletju in tudi še danes napaja iz tehnološkega napredka, poslovnih investicij in vedno večje izobraženosti ter usposobljenosti kadra.
Tudi to najmočnejše gospodarstvo sveta pa se kot živ sistem nenehno ubada z izzivi sprememb in novih okoliščin. Že danes, zlasti pa to velja za prihodnost, na gospodarstvo vpliva starajoče se prebivalstvo: stroški pokojnin in drugih zadev, ki se tičejo ostarelega prebivalstva, obremenjujejo in bodo še bolj obremenjevali gospodarstvo, kar bo med drugim vodilo bodisi do večjih davkov za pokojninske sklade bodisi do manjših pokojnin in drugih izdatkov, kar bo v vsakem primeru negativno vplivalo na priljubljenost politike.
Drug izziv je večajoča se mednarodna konkurenca, ki jo je uvedel razmah mednarodnega trgovanja. Svoje bo prispevalo že dejstvo, da se število svetovnega prebivalstva veča hitreje kot število prebivalstva ZDA. V obziru pa je med ostalim treba imeti še razpad Zveze sovjetskih socialističnih republik, ki je odprl ogromne nove trge, a na drugi strani tudi mnogo nestabilnih gospodarstev in političnih sistemov, ki v svetu globalnega takisto pretresajo gospodarstvo Združenih držav. Še en predmet potencialnih skrbi so tudi resni tekmeci na mednarodnem tržnem prizorišču, kakršni sta Evropska unija – slednja ima v seštevku večji BDP od ZDA – in Kitajska.
Aktualne so tudi nikoli prej tako hitre tehnološke spremembe oziroma napredek, pa morebitna energetska nezadostnost. Slednja je povezana s čedalje bolj ostrim soočenjem dveh nasprotujočih si ideologij: prosti razvoj gospodarstva na eni strani in ekologija oziroma varstvo okolja na drugi.
Liberalno usmerjeno ameriško gospodarstvo se sooča še s poglabljajočim se prepadom med bogatimi in revnimi pripadniki družbe: najrevnejši prejmejo manjši in manjši delež skupnih dohodkov. Temu botruje velik (večji) pomen izobrazbe, ki je v ZDA stvar finančnih zmogljivosti posameznikov; dotok neizobraženih emigrantov, ki sestavljajo obsežen krog poceni delovne sile in povzročajo nizko ali ničelno rast plač najslabše plačanih delovnih mest; nato pa še skopa socialna podpora, ki jo prekaša večina drugih tovrstnih sistemov v preostalih razvitih deželah sveta.

## Gospodarski sistem
Gospodarski sistem je vsota mnogih ljudi in organizacij – posamezniki, gospodarske in delavske organizacije, socialne institucije – in dejavnikov – med drugim zakoni in regulacije. Tudi neprofitne organizacije, kakršne so javne šole, so del gospodarstva, saj tako kot profitne ustanove zagotavljajo določene usluge ali dobrine. V gospodarski sistem sodijo tudi trgi.
Bistvo gospodarske ureditve v Združenih državah je vse od osamosvojitve dalje močna ideja, da so lastniki produkcijskih virov posamezniki in kot taki tudi upravljajo ekonomski sistem. Tržno gospodarstvo deluje po načelu odločanja izdelovalcev o tem, kaj bodo izdelovali in po koliko dobrino prodajali, medtem ko se kupci odločajo, kaj in za koliko denarja so pripravljeni kupiti. V takšni ureditvi je pomembna konkurenca, ki v osnovi zgotavlja primerno nizke cene in kakovost izdelkov. Tržni sistem je zato vir spreminjanja cen na trgu, in sicer vedno, ko pride do sprememb bodisi v povpraševanju bodisi v produkciji. Spremembe v povpraševanju so lahko posledica večjega števila potrošnikov na trgu, večjega premoženja teh, trendov, zamenjave določenega izdelka oziroma storitve z drugim (angleški pojem je creative destruction) idr. Spreminjanja produkcije pa se med drugim utegnejo pripetiti ob povišanih ali znižanih cenah produkcijskih virov (tj. surovine, kapital in delo), tehnoloških spremembah, premikih produkcijskih obratov v druge regije ali pa povečanem številu konkurentov zaradi dobre prodaje.
Profitabilne izdelke in usluge naj bi zagotavljali privatniki, država pa igra vlogo varuha tistih gospodarskih dejavnosti, ki so z vidika dobička nesmiselne, jih privatni sektor zaradi drugih razlogov ne priskrbuje ali pa so nacionalnega pomena: obramba, socialni sistem, državna prometna omrežja itd. Naloga državne uprave je tudi regulacija prekomerne produkcije posameznih izdelkov ali uslug, spodbujanje premalo zastopanih dejavnosti, zagotavljanje kakovostnih standardov in nadzor nad stopnjo inflacije.
Pomembna lastnost proizvodnje v ZDA in drugih razvitih državah je visoka mera specializacije. To je rezultat miselnosti, po kateri državljani namesto žrtovanja časa za izdelavo želenih izdelkov raje žrtvujejo denar za njih nakup. Takšen vidik pa se je skozi zgodovino naroda krepko spreminjal: samozadostne kmečke družine na začetku poti gospodarskega razvoja in postmoderna družba z enormnim številom razpoložljivih izdelkov in uslug v njegovem trenutnem stadiju. Tudi produkcijski del ekonomije je prišel do spoznanja, da je visoka specializacija in za primer nabava nekaterih komponent svojega izdelovalnega procesa ali produkta bolj obrestujoča kot samozadostna proizvodnja. Takšen način dela namreč zniža stroške izdelave in slednjo pospeši. Začetki takšne specializacije so se v pričetku 20. stoletja zgodili v samostojni tovarni (prvi primer je Fordov tekoči trak): če je vsak delavec celoten čas opravljal le eno samo delo, je bil v njem bolj izvežban, pozitivna posledica pa je bil neprimerno manjši čas, potreben za dovršitev izdelka. Bolj dodelan sistem specializirane proizvodnje pa je delitev dela tudi med tovarnami oziroma podjetji; tako lahko mlinar, ki izdeluje moko za množico pekarn v državi, nabavi sicer drage naprave za avtomatizacijo postopka – nabava takšne tehnologije bi bila za vsako od pekarn (zaradi premajhne proizvodnje) namreč finančno nesmiselna. Nadaljnja stopnja specializacije proizvodnje je bila izvedena z globalizacijo trga: proizvodnjo, ki bi bila cenejša v drugi državi, je z vidika dobička smotrno preseliti v geografsko bližino virov surovin ali poceni delavcev.

### Elementi
Gospodarske dejavnosti napajajo štirje poglavitni elementi: naravni viri, delovna sila, kapital in podjetništvo.

#### Naravni viri
Naravni viri so lahko uporabljeni za izdelavo dobrin. Zlasti v tradicionalnejših sistemih ti predstavljajo skoraj celoten delež ekonomije, bistvenega pomena pa so tudi danes. Združene države na svojem ozemlju premorejo obilico naravnih bogastev, kar pomeni velike površine rodovitne prsti, mnoge kilometre obal z ribami, obsežne gozdove in rudninska nahajališča.

#### Delovna sila, dohodek in brezposelnost
V Združenih državah je leta 2006 delovno silo – tj. vsi državljani, starejši od 16 let, ki so bodisi zaposleni bodisi preteklih 30 dni aktivno iščejo zaposlitev – sestavljalo 151,4 milijona ljudi. Ti ljudje ustvarjajo trg delovne sile, na katerem so cene takisto določene na podlagi razmerja med ponudbo in povpraševanjem – bolj so cenjeni redki, praviloma bolj učeni delavci, tisti bolj pogosto razpoložljivi in navadno slabo izobraženi pa manj. Proces t. i. kreativne destrukcije povzroča svoje posledice tudi na trgu delovne sile, in sicer v smislu povečevanja ali zmanjševanja zanimanja za posamezne izobrazbene profile delavcev: dandanes so tako zelo zaželeni računalniški strokovnjaki, kovači pa so skoraj neiskan kader.
Kdo in pod kakšnimi pogoji nastopa na trgu delovne sile, določa kopica dejavnikov. V dinamičnem ekonomskem sistemu prihaja do živahnih sprememb, za primer vstop množic žensk na ameriški trg med in po drugi svetovni vojni; fenomen je povzročil padec plač za nekvalificirana dela. Še en primer je sprememba trga delovne sile, ki jo je povzročil množičen vstop pripadnikov ameriške generacije »baby booma« (Američani, rojeni med s stališča rodnosti zelo bogatima letoma 1945 in 1964). Takšna dogajanja imajo daljnosežne posledice za celotno gospodarstvo, saj je ob dopolnjeni primerni starosti generacije povečano število delavcev zasičilo trg, povečano število diplomantov je povzročilo padec plač kvalificiranega dela, njih upokojevanje po pričetku 21. stoletja pa se bo poznalo v obliki težav s pokojninskim sistemom in hitrim staranjem oziroma upadom delovno sposobnega prebivalstva.
Tudi drugi vplivi preobražajo trg delovne sile. Imigracije so v največ primerih vzrok dvigu ekonomske rasti, saj pomenijo velik dotok delovne sile, pripravljene na prodajo svoje delovne sposobnosti za nizko plačo. Tovrstni vplivi na gospodarstvo so sicer izrazito značilni za Združene države, katerih gospodarstvo je v vsem svojem razvoju raslo na podlagi uvoza imigrantov, ki so presežne količine naravnih virov z delom spreminjali v dobiček. Zaradi takšne tradicije ameriška država tudi danes na izobrazbeno raven imigrantov ni pozorna v takšni meri, kot to velja za druge gospodarsko razvite države sveta.
Dejavnik pri strukturi delovne sile je diskriminacija, ki v prvem mestu vpliva na razporejenost dohodka. Zaslužki belih žensk so v povprečju okoli 10 odstotkov nižji od zaslužkov belih moških na primerljivih delovnih mestih z enakim delovnim časom in drugimi pogoji. Ravno tako je približno 10 odstotkov treba odšteti od plač belih moških, ko gre za izračune zneskov plač moških afroameričanov na primerljivih delovnih mestih. Lastnost črnskega deleža delovne sile v ZDA je tudi okvirno dvakrat tolikšna brezposelnost, kot jo je zaznati med belimi državljani. Latinoameričani v Združenih državah prejmejo okoli 95 odstotkov plače belih delavcev. Poleg neskladnosti diskriminacije s sodobnimi etičnimi načeli enakosti ima ta tudi negativen učinek na gospodarstvo, saj nesprejemanje nekaterih delavcev pomeni manj razpoložljive delovne sile, sledijo pa višji stroški dela.
Pri določanju dohodkov, pa tudi drugih delovnih pogojev, imajo nekolikšen pomen sindikati: člani teh so po nekaterih podatkih deležni med 10 in 15 odstotkov višjih plač v razmerju s primerljivimi delovnimi mesti njihovih nesindikalnih kolegov. Sindikalne organizacije so bile posebno razširjene pred prvo svetovno vojno, nato je po sprejetju nacionalnega zakona o delovnih razmerjih (National Labor Relations Act) leta 1935 in z njim priznanja nekaterih pomembnih delavskih pravic na narodni ravni članstvo v sindikatih padlo. Še manj in manj pripadnikov so ti šteli po sedemdesetih letih preteklega stoletja, ko se je naglo razvijal storitveni sektor gospodarstva, katerega delovna sila najčešče sodi k belim ovratnikom.
Brezposelnost se pojavlja takisto v gospodarstvu Združenih držav. Stopnja frikcijske brezposelnosti je nezanemarljiva – a tudi ne razlog za resnejšo skrb – predvsem zavoljo visoke mobilnosti prebivalstva, ki pogosto menja delovna mesta. Ciklična brezposelnost je kot značilnost obdobij gospodarske depresije in recesije v 20. stoletju dvakrat dosegla skrb vzbujajočo stopnjo, in sicer prvič v obdobju velike depresije leta 1933 s 25 % brezposelne delovne sile ter drugič v recesiji 1982-1983, malone 10 %. Strukturna brezposelnost je ravno tako stalen pojav, ob premajhnem povpraševanju po določenih kadrih; značilna je za čas, ko so se ameriška podjetja pospešeno selila v države s cenejšimi produkcijskimi sredstvi. Stopnja nezaposlenosti izrazito niha tudi med skupinami različno izobraženih delavcev: leta 1998 je brez službe živel 7,1 odstotek nematuriranih delavcev in le 1,8 % diplomantov.
Tudi to je eden izmed razlogov premoženjskih razlik in razlik v dohodkih med revnimi in bogatimi Združenih držav. Vrhnjih 20 odstotkov gospodinjstev po premoženju v državi je svoj delež skupnih narodnih dohodkov povečalo z 42,2 % leta 1948 na 47,3 % leta 1998, medtem ko se je dohodek spodnje petine v istem obdobju zmanjšal s 4,9 % na 4,2 %. Zraven razlik v izobrazbeni ravni na takšno razslojevanje vpliva tudi pritok neizobraženih imigrantov, pa skop socialni sistem Združenih držav, ki je socialno šibkim državljanom v manjšo pomoč kot podobni sistemi v drugih državah Zahoda. Seštevek dejavnikov botruje dejstvu: leta 2004 je bil medianski letni dohodek za zaposlenega moškega belega diplomanta 54.278 USD (33.591 dolarjev za ženske), za nediplomiranega moškega pa le 15.767 dolarjev (9.578 dolarjev za ženske).

#### Kapital
Kapital predstavljajo vsi objekti, infrastruktura in oprema, ki jih gospodarstvo uporablja za izdelavo dobrin oziroma nudenje storitev. Ves kapital Združenih držav je po ocenah konec 20. stoletja znašal več od 11 trilijonov ameriških dolarjev; od tega je polovico vrednosti zavzemala oprema, drugo polovico pa objekti oziroma infrastruktura.
Kapital je rezultat tveganega načela investiranja, ki bo ob dobrih potezah obrodilo sadove in pomnožilo vložen znesek, v nasprotnem primeru, tj. slabem izidu, pa bo vložek uničen ali vsaj degradiran. Te investicije v kapital, katerih vir so poprejšnji dobički, so eden osnovnih gradnikov rasti gospodarstva. Vsi profiti pa ne morejo biti reinvestirani, saj na tem mestu pride do tehtanja med ponovnim vlaganjem sredstev v kapital ter med takojšnjo potrošnjo. Od treh potrošniških skupin v ekonomiji Združenih držav (gospodinjstva, podjetja in državna uprava) edinole gospodinjstva nastopajo kot tista, ki privarčujejo več sredstev od investiranih, medtem ko podjetja in državna uprava vsako leto prihranijo oziroma zapravijo le malo dobička, daleč največji delež je namreč usmerjen v nadaljnji razvoj. Pri investiranju imajo pomembno vlogo banke, ki na začetku postopka zbirajo denar varčevalcev na svoje račune, nato pa z višjimi obrestmi izdajajo posojila za investicije. Ta tvegana dejavnost bank je zavarovana z več varovalkami, izmed katerih velja omeniti Federal Deposit Insurance Corporation, ki zavaruje imetja bank.
[o  vstavi fotko velike depresije in razloži, da je zaprtje bank prekinilo dotok posojil za investicije in tako povzročilo splošno gospodarski zlom]
Ker prebivalci Združenih držav niso navajeni gospodarsko težkih časov, je ideja hranjenja dohodka manj uveljavljena kot v mnogih drugih državah. Zato so bankam iz tega vira na voljo razmeroma majhne vsote sredstev, iz tega pa sledi potreba po večjih vlaganjih sredstev iz inozemstva. Pozitivna plat so zagotovljena sredstva za nove investicije, negativna pa dejstvo, da vlaganje tujega denarja v gospodarstvo ZDA v tujini povzroča potrebo po ameriških dolarjih, kar jim zvišuje menjalno vrednost, končni rezultat pa je manjši izvoz iz države, saj so cene izdelkov za tuje kupce večje, in večji uvoz, saj so na isti način za kupce v Združenih državah cene tujih produktov nižje.

#### Gospodarske organizacije in podjetništvo
Za vodenje gospodarskih aktivnosti so potrebni podjetniki, sposobni dobre organizacije gospodarstva – povezovanja njegovih komponent v celoto. Ti podjetniki so tudi nosilci finančne odgovornosti v primeru slabega izida računice. Gospodarstvo Združenih držav Amerike kot najmočnejši primer na svetu lahko postreže z nekaterimi največjimi imeni iz sveta ekonomije: v preteklosti so v ZDA ustvarjali veliki podjetniki Benjamin Franklin, Thomas Edison, Henry Ford in drugi, v sodobnem času pa so to ali so bili Bill Gates in Steve Jobs, Sam Walton, Michael Eisner in ostali.
Gospodarske organizacije v državi so oblikovane po enem izmed sledečih modelov: podjetja samostojnih podjetnikov (angleško solo proprietorship), osebne družbe (angleško partnership), kapitalske družbe oziroma korporacije (angleško corporation). Gospodarska statistika leta 2002 beleži 20 milijonov samostojnih podjetnikov, 2,2 milijona osebnih družb in 5,3 milijona korporacij. Največ profita ustvarijo slednje.
Samostojna lastništva so podjetja posameznikov ali družin, lastnik pa je z vsem svojim premoženjem odgovoren za dolgove in si zato razen davkov lasti tudi celotno vsoto dobička. Takšen tip podjetja je po smrti podjetnika zaprt ali pa podedovan oziroma prodan tretji osebi. Osebne družbe se od samostojnih podjetnikov razlikujejo po tem, da jih sestavlja več lastnikov, ki so odločeni združiti svoj kapital. Ravno tako pa so vsi premoženjsko polno odgovorni za dolgove in pridobivajo celoten profit razen davkov. Osebna podjetja so razmeroma redka oblika podjetij, vendar so imela večji pomen za državno gospodarstvo v preteklosti.
Korporacije, imenovane tudi kapitalske družbe, pa so pravna telesa, tj. od lastnikov ločene entitete, v ZDA prepoznane npr. po končnici Inc. (Incorporated) v koncu imena. Lastniki si delijo njih deleže, imajo pa omejeno odgovornost – za dolgove takšnega podjetja lastniki z lastnim premoženjem ne odgovarjajo, pač pa je njihova izguba le padec vrednosti delnic. Ko kateri od lastnikov korporacije umre, so delnice le del njegove dediščine, medtem ko korporacija posluje dalje. Največje korporacije imajo na milijone lastnikov, od katerih v nekaterih primerih nihče od njih ne razpolaga z več kot 1 odstotkom celotne vrednosti tvrdke. Bistvena razlika med posli samostojnih podjetnikov in osebnimi družbami na eni strani ter korporacijami na drugi strani je, da prvi v večini primerov sami vodijo podjetje, medtem ko je uprava korporacije postavljena le v imenu lastnikov.
Ena izmed nevarnosti korporacij je izpostavljenost neizprosnemu menjavanju lastništva. To je pot, po kateri lahko močnejše konkurenčne firme prevzamejo nadzor nad posameznim podjetjem. Takšen nakup delnic, ki ga napravi konkurenčna firma, se označuje kot sovražni prevzem, medtem ko je prijateljski prevzem po navadi združevanje podjetij v prepričanju, da bo skupno poslovanje boljše. Po slednjih prevzemih sta med drugim znani korporaciji IBM in Walt Disney.
Ob dobrem poslovanju se korporacije širijo in svojo vrednost širijo na tri načine:
- na trgu ponudijo nove delnice in prek njih v svojo blagajno dotočijo kapital; to zmanjša lastniški delež trenutnih lastnikov, zato mora dejanje potrditi večina teh
- s pomočjo obveznic – potrdil o izposoji in garancij za obresti – vzamejo posojila
- namesto izdajanja dividend lastnikom svoj dobiček reinvestirajo v nadaljnji razvoj

Nekatera podjetja zaradi slabega poslovanja ali za njih negativnih sprememb na trgu propadejo. Celo v gospodarsko dobrem letu se v Združenih državah letno zapre 70 tisoč podjetij, medtem ko slabo leto povzroči propad 100 tisoč in več podjetij.

### Gospodarstvo in država
Kljub temu da je gospodarski sistem ZDA v osnovi podvržen zakonom prostega trga, država prevzema nekatere pomembne vloge. Tako sprejema in uveljavlja zakone o lastnini in kakovostne (varnostne, zdravstvene idr.) standarde, preprečuje neprimerne ekonomske aktivnosti, skrbi za oborožene sile in druge zadeve strateškega pomena, pa tudi za javno pomoč socialno in drugače šibkim državljanom. Zraven tega se njena vpletenost v gospodarstvo izraža v proizvajanju izdelkov in nudenju uslug, ki jih tržna ekonomija zavoljo nedobičkonosnosti ne zagotavlja, pa so kljub temu bistvenega pomena za narod in državo: državne ceste, cepljenje proti nalezljivim boleznim, osnovno šolanje itd. Na drugi strani takšnih regulacijskih dejavnosti pa zmanjšuje produkcijo nekaterih izdelkov ali uslug (za primer alkohol) ali pa prepoveduje trgovino (v sodobnih ZDA je prepovedana trgovina z volilnimi glasovi ali sužnji). Nenazadnje pa je država ekonomsko pomembna zaradi svoje družbene oblasti, s katero je moč jasno definirati lastnino in pravila poslovanja ter stabilizirati finance.
V 20. stoletju je državna uprava še povečala svojo vlogo v gospodarstvu: v 30. letih minulega stoletja je proizvajala 5 % celotnega BDP in ta delež do leta 2005 povečala na 20 %; to je sicer še vedno delež, manjši od tistih v preostanku postmodernih gospodarskih sistemov po svetu. Razlogi za takšno povečanje gospodarske aktivnosti so večplastni, v bistvu pa zajemajo razvoj množice programov, ki so izboljšali življenjski standard in so zato prepričali prebivalce v višje davke in zapravljanje države, aktivnosti v okviru hladne vojne, kot npr. izdelava sofisticiranih orožij, in še državni prevzem številnih socialno-ekonomskih funkcij, ki so jih v preteklosti nosile družine in ki vsaka zase terjajo finančna sredstva.
Država pa v vseh primerih ni balzam za gospodarstvo, in to zlasti zaradi dejstva, da vanj nemalokrat vstopi na točki, kjer se prično največje težave. Le en primer je sledeč: predsednik države Reagan je v letih 1981 in 1984 krepko znižal davke, saj naj bi v idealnem razvoju to povzročilo visoko zaposlenost in gospodarsko rast, ki bi nastalo finančno luknjo zapolnila z velikimi zaslužki. Prišlo pa je do deficita, ker vlada zaradi preskromnih davkov ni zmogla pokriti svojih stroškov in si je tako izposojala sredstva. Veliko povpraševanja po posojilih je vodilo do večjih obresti, ki si jih firme niso bile sposobne privoščiti, zato so nastopili tuji vlagatelji. To je vzdignilo vrednost ameriškega dolarja, česar končna posledica je bil zmanjšan izvoz iz Združenih držav in težki časi za izvozna podjetja. Državni ukrepi so tudi sicer lahko blagodejni za posamezen sektor ali podjetje, a ta dvorezen meč v vsakem primeru povzroči težave na nekem drugem mestu. Tudi lobiji lahko državno politiko pripravijo do slabih odločitev – ti namreč zastopajo le stališča posamezne stranke, mnogokrat korporacije, njihove ideje pa na širši ravni, tj. v smislu vpliva na nacionalno gospodarstvo in v globaliziranem svetu vedno bolj pogosto na celoten svet, niso pozitivne.

#### Vloge
Državna uprava stremi k uravnavanju količin dobrin in storitev, ki so v prostem trgu neuravnovešene. Omogoča obstoj javnih storitev, ki so kot takšne vedno na voljo vsem prebivalcem: ko se jih posluži posameznik ali skupina posameznikov, jih za preostanek prebivalstva ne zmanjka – primer so oborožene sile, ki državo in njene prebivalce varujejo v celoti.
Uravnavanje eksternih stroškov ali pridobitev je takisto funkcija države. To pomeni, da, za primer, produkcija alkohola in cigaret bremenita zdravstveni proračun, njih producenti pa omenjenega posrednega stroška ne plačujejo. Država vskoči s težko obdavčitvijo tovrstnih izdelkov in posledično v optimalnem primeru kritjem nastalih stroškov. Nasprotno pa naj bi imele šole pozitiven vpliv ne le na izšolance, marveč posredno na celotno družbo, in sicer v obliki manjše brezposelnosti, kriminala in revščine, iz česar sledi, da je »izdelek« šole podcenjen, zato ga je smiselno »doplačati« skozi državno subvencijo.
Konkurenca in iz nje izhajajoče preprečevanje monopola sta skozi oči tržne ekonomije podlaga za obstoj kakovostnih dobrin in storitev po primerni ceni. Državna uprava kot družbena oblast je na tem mestu ostro nastopila že ob prehodu iz 19. v 20. stoletje, ko je bil leta 1890 sprejet protimonopolni zakon Sherman Antitrust Act, ki je leta 1911 razdrl takrat občutno monopolen kartel Standard Oil Trust na več manjših, med seboj konkurirajočih si podjetij. Znan primer je tudi razbitje korporacije American Telephone and Telegraph leta 1982. Država pa sicer dopušča naravne monopole, kjer so širši stroški le enega ponudnika storitve nižji od cene infrastrukture v primeru več ponudnikov: do hiš je tako cenovno daleč najbolj smiselno pripeljati le en vodovod in druge napeljave. V takšnih primerih naravnega monopola so dejavnosti strogo nadzorovane in s tem načelno onemogočene pri prekomernem zviševanju cen idr.
Država je na inflacijo in stopnjo brezposelnosti sposobna odločilno vplivati z vzvodom lastnega zapravljanja, saj premore zajetno količino sredstev, ki lahko ob primerni politiki obudijo gospodarstvo. Takšen takrat največji poseg v zgodovini je bil program New Deal v času velike depresije, pa neposredno zatem veliki izdatki za vojno industrijo druge svetovne vojne, ki so bili seme za neverjetno povojno blaginjo.

### Mednarodne povezave
[o  vključi tabelo vrednosti posameznih sektorjev izvoza in uvoza]
Skoraj vse svetovne države so v sodobnem svetu tako ali drugače izrazito povezane v mednarodno skupnost in od nje tudi odvisne. Ta odvisnost se nanaša bodisi na politično dogajanje v tretji državi bodisi, in vedno krepkeje, na gospodarska dogajanja. Združene države s tega vidika prednjačijo ter zlasti v zadnjih letih slonijo na večjem in večjem izvozu oziroma uvozu. Njegova vrednost v letu 1959 je znašala 9 % državnega BDP in se je do leta 2004 stopnjevala na 25 %, s čimer je bil ta sektor najhitreje rastoča gospodarska panoga v ameriški ekonomiji. Največji trgovski partnerji Združenih držav so Kanada, Mehika, Ljudska republika Kitajska, Japonska itn. ZDA pa imajo še velike ekonomske interese na področju Daljne Azije, Bližnjega in Srednjega vzhoda, pa tudi Latinske Amerike. Politika izolacionizma, po kateri so bile Združene države znane skozi stoletja svojega razvoja, je danes tako že davno pozabljena preteklost.
Združene države Amerike so si enormno moč in vpliv pri mednarodni trgovini zagotovile po drugi svetovni vojni, ko je bila za razliko od števila opustošenih držav njihova ekonomija nedotaknjena. Danes kot največji gospodarski sistem na svetu izvozijo in uvozijo več kot kdorkoli drug in s svojim gospodarstvom, tako pa tudi s kulturo in politiko, vplivajo na svet izraziteje kot katerakoli druga nacija ter s tem stojijo na branikih politične, kulturne in gospodarske globalizacije svetovne družbe. Večina strokovnjakov in prebivalcev države je mnenja, da je kolikor le mogoče prosta mednarodna trgovina vir blaginje za obe strani, saj naj bi povečevala svetovno produkcijo, potrošnjo in konkurenco. Takšnega mnenja pa ni nasprotni tabor, predvsem zastopan v nerazvitih družbah, ki zaradi svetovne proste trgovine izkuša težke čase in premalo regulirano izkoriščanje nacionalnih produkcijskih sredstev, kakršni so naravni viri in delovna sila, s strani v veliki meri ameriških multinacionalnih korporacij.
Mednarodno trgovanje je trenutna končna faza procesa, ki je trgovino iz ameriške domače vasi sledeč komunikacijsko-prometnim izboljšavam prenesel na regionalno raven, kasneje pa na državno in v zaključku na svetovno. Trgovanje onkraj nacionalnih meja se v načelu ne razlikuje od geografsko omejenega trgovanja, a je navkljub smotrno omeniti nekatere za zadevo pomembne razlike, kakršne so prisotnost dveh denarnih valut in različne trgovske prepreke (carine idr.).
Večina mednarodnega trgovanja poteka z razvitimi državami. Med drugim je uvožena tudi množica produktov, katerih izdelava bi lahko ali nekoč tudi je potekala v mejah ZDA. A tako kot v notranji ekonomiji tudi na mednarodnem nivoju prihaja do specializacije, v kateri se včasih skoraj celotne države osredotočijo na izdelavo in izvoz enega izdelka ali njih skupine. Specializacija je v mednarodnih tržnih odnosih z vidika dobička še bolj na mestu, saj je na trgu, ki je neprimerno obsežnejši od državnega, mogoče prodati še več specializiranih izdelkov in s tem še bolje unovčiti npr. drage naprave za izdelavo konkretnega izdelka.

#### Prepreke in povezave
Nekatere politike izvirajo iz ideje, da ima preveč sproščeno mednarodno trgovanje neugoden vpliv, in tako uvajajo različne načine regulacije, najpogosteje so to carine in kvote. Nedavno je Rusija v tem duhu na podlagi zdravstvenih standardov preprečila uvoz perutnine iz ZDA, slednje pa so nezadovoljne tudi z japonskimi trgovskimi ovirami, ki otežujejo prodor ameriških bank in drugih podjetij v državo.
Te ovire pa se v ekonomsko liberalnem duhu bolj in bolj umikajo, med tako mislečimi ekonomisti namreč vlada prepričanje, da je bolje zdržati določen delež odmrlega domačega gospodarstva kot posledico mednarodnega trgovanja in kvečjemu pomagati s subvencijami ter drugimi oblikami pomočmi, ki naj bi predstavljale manjši strošek, kot bi to bil primer blokade mednarodnih trgovskih tokov. Zahteve po slednjem s povečano močjo vzniknejo v času gospodarskih depresij, ko šibko domače gospodarstvo zahteva zavarovanje pred tujo konkurenco, a se prav tako v navedenem primeru preprečevanje tujih ponudb izkaže za negativno.
Združene države so kot zavezane prosti trgovini med državami prednjačile pri ustanavljanju Mednarodnega denarnega sklada leta 1944, v približno istem času je isti nazor promoviral tudi Marshallov načrt. Že leta 1947 je bil sprejet pomemben Splošni sporazum o carinah in trgovini (angleško General Agreement on Tariffs and Trade, GATT), ki je v prihodnjih pet desetletjih čistil carinske ovire. 1995. leta je funkcije GATT prevzela danes gospodarsko svetovno pomembna Svetovna trgovinska organizacija.
Na regionalni ravni je pomemben Severnoameriški sporazum o prosti trgovini (angleško North American Free Trade Agreement, NAFTA), ki so ga leta 1992 podpisale Kanada, Združene države in Mehika. Številke govorijo o prednostih za vse tri države, a naj bi imel dotični sporazum negativne socialne posledice zlasti v manj razviti Mehiki.

## Finance
Denar se v Združenih država danes nahaja v dveh glavnih oblikah: gotovini in čekih, vezanih na bančne račune. Obilico denarja tako predstavljajo le številke, ki jih ljudje prejmejo na svoj tekoči račun in jih zatem s čeki ali karticami »izbrišejo« s svojega računa.
Ameriški dolar je bil pred časom, tako kot večina drugih valut, vezan na določeno količino srebra oziroma zlata in bil s tem vedno zamenljiv za zlato. Papirnati denar je tako služil le kot primerno sredstvo za zamenjavo, saj je bila njega nošnja enostavna. S časom pa je bilo ugotovljeno, da je hranjenje razsežnih količin dragocenih kovin, s katerimi je bilo mogoče zamenjati papirnate nadomestke, zahtevno in drago, sploh pa je bil zahteven postopek prenosa teh dragocenosti v inozemstvo ob mednarodnih poslih. Združene države so leta 1971 zato ukinile plačevanje za ameriški dolar z zlatom, tj. sistem, znan kot zlati standard. Ameriški dolar je dandanes vezan le še na količino dobrin in storitev, s katero je lahko zamenjan (kupna moč), ta pa se spreminja.

### Monetarna politika
Inflacija je neugoden vpliv, ki ga regulacijski vzvodi gospodarstva skušajo zajeziti. Za to posvečena ustanova v ZDA je sistem zveznih rezerv oziroma banka zveznih rezerv, ki je centralna banka države. Sistem je pristojen za narekanje bankam glede zadrževanja financ v rezervah – niti komercialne banke namreč ne morejo v vsakem trenutku razpolagati z vsemi svojimi financami, del njih je shranjen v sistemu zveznih rezerv in po tem vzorcu uravnava količino denarja v obtoku. Ta sistem je tudi bankir državne uprave, četudi država ni njegov lastnik. Zvezne rezerve so odgovorne tudi za naročila izdajanja bankovcev in kovancev, ki jih posredujejo ministrstvu za finance (angleško Department of the Treasury). Sistem Zveznih rezerv je sestavljen iz 12 regionalnih bank.
Najpomembnejša naloga sistema rezerv je uravnavanje količine denarja v obtoku. Tu ne gre za tiskanje in kovanje svežih količin gotovine, pač pa za vplivanje na količino tekočega negotovinskega denarja: sistem lahko določi manjše ali večje količine denarja, ki morajo biti hranjene v zvezni rezervi; če je količina povečana, gre lahko v posojila in nadalje investicije. Sistem je sposoben tudi zniževanja ali zviševanja obresti na izposoje iz zveznega sistema rezerv s strani bank, še eno sredstvo sproščanja denarja pa je prodaja državnih obveznic. Ti vzvodi omogočajo sprostitev denarja v obtok, ko je zaželena večja mera zapravljanja ali dvigovanje zaposlenosti in gospodarskega razvoja, a onkraj tanke meje preži nevarnost inflacije. Tako je sistem rezerv bistvena institucija, ko gre za strateška vprašanja nacionalnega gospodarstva.

## Produkti in storitve
[o  vključi graf produkcije po sektorjih]
V strukturi gospodarskih sektorjev je prišlo še zlasti v 20. stoletju do množice sprememb. V prvi polovici stoletja so se s podeželja v urbana okolja selile nepregledne množice, ki so se zaposlile v produkcijskem (industrijskem) sektorju. V njegovi drugi polovici pa se je izjemno povečalo povpraševanje po storitvenih dejavnostih in tehnoloških presežkih, kar je velik del gospodarstva usmerilo v storitveni sektor. Potrošniki so zaradi dobrih gospodarskih priložnosti in dohodkov po drugi svetovni vojni imeli veliko kupno moč, ki so jo želeli uporabiti tudi za nebistvene produkte. V nebo pa je šla tudi vrednost mednarodnega trgovanja.
[o  kopiraj drugi graf v US Economy -> Production of goods and services -> Production Patterns]
Ameriško gospodarstvo je zaradi svoje visoke razvitosti zelo raznoliko. Dejavnosti so najčešče kategorizirane po načelu treh sektorjev, katerim naj bi se po nekaterih pojmovanjih pridružil še četrti. Prvi obsega gospodarsko dejavnost neposredno na podlagi naravnih virov. Drugi sektor predstavlja industrijo. Tretji in danes prevladujoči združuje trgovanje in storitve (upravne dejavnosti, transport, turizem itd.). Četrti sektor pa izhaja iz zadnjega, a se zaradi svoje narave in pospešenega razvoja vedno bolj prikazuje kot samostojna skupina panog – skupni imenovalec teh je obdelava informacij oziroma informacijske dejavnosti.

### Primarni sektor: naravni viri
[o  vključi delež produkcije v primarnem sektorju]
Velikost države v primeru ZDA pomeni tudi obilico naravnih virov, tj. rodovitne prsti, bogata morja, rudninska nahajališča in gozdovi.

#### Kmetovanje in ribolov
Kljub dejstvu, da je produktivnost agrikulture v Združenih državah na visoki stopnji, je ta še vedno vir le majhnega dela bruto domačega proizvoda. V dejavnosti je zaradi pomembne vloge sodobne strojne opreme zaposlenih malo ljudi. Država na mnogih koncih premore rodovitno zemljo, katere kultivirane površine prekrivajo 19 % celotnega površja ZDA – dejstvo, ki državo postavlja za agrikulturno najbolj bogato na svetu. Kmetijskim dejavnostim je naklonjeno tudi tamkajšnje podnebje. Združene države so prve na svetu po pridelku koruze, soje, sorga, pa druge po pridelku pšenice, ovsa, citrusov in tobaka. Ostali pomembni proizvodi so sladkorni trs, krompir, arašidi in sladkorna pesa. Velika polja koruze in soje je videti v Iowi in Illinoisu, pšenica pa je pomemben pridelek predvsem Kansasa, pa tudi številnih drugih držav onkraj 100. poldnevnika, kjer se proti zahodu razprostira sušen svet. Bombaž je bil več kot poldrugo stoletje izrazito dominanten posevek v državah ameriškega juga; tudi danes ga v krepko zmanjšanih količinah pridelujejo v globokem jugu in dolini Mississippija ter v Teksasu in Kaliforniji. Nato ga pošljejo v predelavo na vzhodni del dežele, zatem pa onstran oceanov v tekstilne obrate. Pri gojenju zelenjave prednjači Kalifornija. Sadja zmernih podnebij rastejo na starem severovzhodu, citruse pa gojijo Florida, južni Teksas in Kalifornija.
V letu 2004 so ribiči Združenih držav ujeli skupno 5,6 milijona ton rib in školjk. 80 % ulova je bilo porabljenega za prehrano ljudi, ostanek pa za živalsko krmo, ribje olje in ostale potrebe predelovalne industrije. Vodilno mesto pri količinah ulova poseduje Aljaska, sicer pa se množica ribiških ladij podaja na ribolov tudi ob vzhodno obalo in v Pacifiški ocean ob Washingtonu in Kaliforniji. Opazen delež rib na trgu prispevajo sladkovodne ribogojnice.
V okviru gojenja domačih živali obstaja mnogo živinorejskih in svinjerejskih dejavnosti. Mnogo proste živine se giblje v Teksasu, medtem ko jo obrati v zveznih državah Iowa in Illinois gojijo v zaprtih farmah. Mlečni pas je koncentriran v Wisconsinu, a se vleče skozi severovzhodne države. Svinje so značilnost farm v Iowi in Illinoisu, perutnino pa je najti v južnih državah. Velike količine kmetijskega proizovda zadoščajo potrebam ZDA in omogočajo izvoz presežka.
Izjemen pomen je kmetovanje imelo v preteklem ekonomskem razvoju ZDA, po 30. letih minulega stoletja pa je sektor hitro izgubljal delavce. Ne glede na to je pridelek zaradi dovrševanja produkcijskih postopkov rasel naprej. Leta 2005 je bilo v dejavnost vključenih 2.100.990 kmetij, kar od števila 6,8 milijona 1935. leta pomeni precejšen upad. Povprečna velikost kmetij pa se je na ta račun povečala, danes so to obsežni obrati prehrambene produkcije.

#### Rudarstvo
Združene države so vodilna izdelovalka fosfatov (gnojila), na drugem mestu pa po pridobivanju zlata, srebra, bakra, svinca, zemeljskega plina in premoga. Tudi molibden in žveplo sta pomembna industrijska minerala. Mnogo teh je najti v zahodnih zveznih državah. Rudarska dejavnost v današnjem času zastopa manj od 2 % nacionalnega BDP, a je bila v preteklosti izjemnega pomena za industrijski razvoj države in še danes s sicer malim deležem bistveno prispeva h gospodarstvu (energetiko kot nepogrešljiv del gospodarstva napajajo ravno industrijski minerali).
Za Saudovo Arabijo in Rusijo se po količini pridobljene nafte nahajajo Združene države. Glede na dobiček so trije glavni mineralni produkti goriva, in sicer zemeljski plin, nafta in premog. Leta 2003 so ZDA proizvedle 20 % svetovnih količin zemeljskega plina, 20 % premoga in 11 % surove nafte. Največ nafte je najti na območjih Teksasa in Oklahome, zmeren delež se skriva tudi v tleh Mehiškega zaliva pred obalami Teksasa in Louisiane, ravno tako pa v severnih predelih Aljaske. Premog je rudarski produkt Wyominga, Zahodne Virginije in Kentuckyja.

#### Gozdarstvo
Samostojno največji delež svetovnega lesa pridobijo v Združenih državah. Mimo tega je uvoz še vedno nepogrešljiv, pretežno iz Kanade. ZDA so bile ob prihodu evropskih priseljencev polovično pokrite z gozdom, danes prvotni gozdovi prekrivajo le še 10 % poprejšnjih površin. Ti pragozdovi in kasneje nastali gozdni predeli danes zavzemajo približno tretjino celotnega ozemlja, od česar so tri četrtine v lasti privatnikov in preostala četrtina v državnih rokah. Dve tretjini vseh trenutnih gozdov sta klasificirani kot komercialni vir. Okoli polovica vsega neuvoženega lesa izhaja iz pacifiških držav, nadaljnjo tretjino predstavljajo gozdovi na jugu ZDA, nekolikšen del pa izvira iz verige Apalačev. Izsekavanje se je zaradi vedno glasnejših ekološko usmerjenih pozivov in nekaterih drugih dejavnikov v zadnjem času nekoliko zmanjšalo.

### Sekundarni sektor: industrija
V industrijskem gospodarskem sektorju je zaposlen delež 12 % ameriške delovne sile, ustvari pa 14 % bruto domačega proizvoda. Razmeroma majhen delež je takšen šele od druge polovice 20. stoletja, ko se je pomemben del 20,7 milijona delavcev (1970) umaknil v drug sektor in v njem leta 2004 puščal še 14,3 milijona ljudi. Še ena pomembna sprememba v dejavnosti v tem času je selitev industrije iz severovzhodnih in centralno severnih regij države v druga področja, kar za seboj pušča številne zapuščene obrate, sestavljajoče regijo, znano kot Pas rje (angleško Rust belt). Danes je preostala industrija severa zgoščena v srednjeatlantskih in severovzhodnih državah (leta 1996 so industrijski obrati v navedenih regijah predstavljali 38 % celotnega državnega deleža) ter je znana po proizvodnji motornih vozil, industrijske opreme in kovinskih izdelkov. Jug države ima svojo industrijo pretežno v Teksasu, medtem ko na zahodu prednjači Kalifornija (transportna oprema, prehrambena industrija, električne in elektronske naprave).
Pomembna lastnost sodobne ameriške industrije je produkcija onkraj državnih meja: multinacionalne korporacije postavljajo svoje tovarne ali pa najemajo tuje izven Združenih držav, kjer so produkcijska sredstva, za primer delovna sila, cenejša. Takšno usmerjanje dela ven iz tovarne z namenom zmanjšanja stroškov je z angleškim pojmom imenovano outsourcing. Praksa se je pojavila že v zgodnjih 80. letih, ko so pričele rasti tovarne ob mehiški meji, znane pod španskim izrazom maquiladora. Takšne strategije so bile dokončno uveljavljene s sporazumom NAFTA. Kasneje je prišlo še do ogromnega outsourcinga v manj razvite države sveta, med njimi Kitajsko, Indijo, Indonezijo, Jamajko, Malezijo, Filipine in Južno Korejo. Tako je v 21. stoletju komaj kak izdelek ameriške industrije v celoti izdelan v ZDA.

#### Proizvodi
Glede na delež celotnega dobička v sektorju so vodilne kemična industrija, proizvodnja transportne opreme, predelane hrane, računalnikov in druge elektronike, mehanizacije in kovinskih izdelkov.
V kemični industriji prednjačita Teksas in Louisiana – to v glavnem pomeni rafiniranje nafte in zemeljskega plina, zatem pa izdelovanje kemičnih izdelkov. Proizvodnja industrijske mehanizacije je na prvem mestu stvar Kalifornije, katere gospodarstvo izdeluje različne stroje, kmetijsko in konstrukcijsko opremo, računalnike in hladilne naprave. Podobne proizvodne vzorce imajo tudi vzhodne države Illinois, Ohio in Michigan. Kot omenjeno, je pomemben produkt Združenih držav elektronika, ki z 10 % vrednosti BDP predstavlja drugo največjo elektronsko industrijo sveta. Po njej tradicionalno slovi kalifornijska Silicijeva dolina (angleško Silicon Valley), sledijo pa ji okolica Bostona, Severna Karolina in Teksas. Združene države zasedajo prvo mesto na svetu po izdelavi računalniškega programja – Seattle, Boston in San Francisco. Prehrambeno industrijo gre v veliki meri iskati v Kaliforniji (predelava sadja in zelenjave) ter Illinoisu (pakirano meso) in Wisconsinu (mlečna industrija). Po transportnih sredstvih slovi Michigan s svojo močno proizvodnjo avtomobilov. Kovinska industrija je prisotna v stari industrijski regiji, kjer se med drugim izdela velika količina jekla. Zaradi velikega števila časnikov je pomembna tiskarska industrija na območju New Yorka in posameznih drugih urbaniziranih držav. Zraven sodi papirna industrija, ki je velikega pomena v državah z razsežnimi gozdnimi površinami.
Ostale industrijske panoge v državi ustvarjajo tekstil, moda, precizni instrumenti, predelava lesa, pohištvo, tobak, usnje, kamniti in stekleni predmeti.

#### Energetika
V energetskem sistemu ZDA najpomembnejšo vlogo igrajo fosilna goriva (41 % vse energije). Nafta omogoča praktično ves transport in ogreva nešteto količino objektov. Zemeljski plin je uporabljen za ogrevanje in kuho, v nekaterih obratih pa tudi za pridobivanje moči. Premog pa pretežno služi za proizvodnjo električne energije v termoelektrarnah. Hidroenergija prispeva 6 % vse proizvedene energije, jedrska pa 8 %. Slednja je bila sprva mišljena za masovno uporabo, a je nje razvoj zastal zaradi velikih skrbi v zvezi z varnostjo in odlaganjem radioaktivnih odpadkov. Približno tretjina državne energije se potroši za izdelavo elektrike. Leta 2005 so imele vse nacionalne elektrarne skupno moč 1.067.010 MW, s katerimi so proizvedle 3,89 trilijona kWh elektrike. Večino nje, 57 %, nastane iz premoga, sicer pa so kot proizvodnice elektrike znane države Ohio, Teksas, Indiana, Pensilvanija, Illinois, Zahodna Virginija, Kentucky in Georgia.
Nafta je bistven sredstvo za veliko mobilnost prebivalcev ZDA, zato država zaradi velike porabe že dolgo ni več odvisna le od lastnih zalog. Slednje je postalo očitno, ko se je v letih 1973 in 1974 ter kasneje 1979 zaradi embarga nekaterih bližnjevzhodnih držav pripetila naftna kriza.
Gospodarstvo ZDA proizvede in potroši približno 25 % svetovne proizvedene energije in tudi na ta način 20-odstotni delež svetovnih toplogrednih plinov.

### Terciarni sektor: storitvene dejavnosti in trgovina
V drugi polovici 20. stoletja je ekonomski sektor storitev zavzel velikovečinski delež celotne strukture gospodarstva. Leta 1998 ga je zastopalo 75 % predstavnikov delovne sile, ti so ustvarili 72 % državnega BDPja. To so pretežno delovna mesta belega ovratnika, ki v večini primerov zahtevajo višjo stopnjo znanja in usposobljenosti. Gre za dela na področju financ in bančništva, izobraževanja, zdravstva, pa tudi manj plačana storitvena dela, kamor sodijo pomočniki pri prodaji ali pa natakarji.

#### Trgovina
Učinkovito trgovanje je Ameriko popeljalo v materialno blaginjo: leta 2007 je vrednost bruto domačega proizvoda na prebivalca znašala 44 tisoč dolarjev. Moderna trgovina v Združenih državah je geografsko razpostavljena blizu svojim potrošnikom, in sicer v obliki velikih nakupovalnih centrov v stanovanjskih predmestjih ali njihovih neposrednih bližinah. Del nje pa poteka tudi prek poštnih oglasov in nakupov, v zadnjem času pa se v vedno večji meri uveljavlja še trgovanje s pomočjo najsodobnejših medijev, kakršen je svetovni splet. Trgovina na debelo in drobno v državi znaša 16 % celotnega BDP in zaposluje 21 % delovne sile. Kar 16 % vse te vrednosti odpade na trgovino z živili, kar pojasni dejstvo, da je trgovska veriga Wal-Mart po letnem dobičku največja korporacija sveta.
Leta 2006 je vrednost izvoza iz ZDA znašala 1,024 trilijona dolarjev in vrednost uvoza 1,869 trilijona dolarjev. Okoli 10 % izvoznih artiklov so predstavljali kmetijski izdelki, preostanek drugi artikli. Začenši v 70. letih 20. stoletja je prišlo do neravnovesja med izvozom in uvozom zaradi velikih količin uvožene nafte z Bližnjega vzhoda, pa tudi končnih izdelkov iz Kanade in Azije.

#### Bančništvo in finance
Organizacije v tem poslu kujejo dobiček na podlagi investicij, komerciale in varčevanja. Med njimi so banke in skladi Citibank, J.P. Morgan Chase & Co., Bank of America, Wachovia, Wells Fargo in druga podjetja.

#### Turizem
Turizem je zelo velika gospodarska panoga, ki je leta 1997 služila z 1,3 milijarde potovanji državljanov ZDA in 48 milijoni obiskov iz tujine. Združene države so namreč znane po množici naravnih in kulturnih znamenitosti, za katere je turistična industrija razvila učinkovite marketinške strategije.

#### Promet
Prometne storitve so pomembne za razvoz proizvodov ter pošte in potnikov. Transportna mreža je najgostejša v vzhodnih ZDA, kjer povezuje velika mestna središča in konurbacije.
Pri železniškem prevozu potnikov ima največji tržni delež državno subvencionirano podjetje Amtrak. Leta 1997 je prepeljalo 20,2 milijona potnikov. Potniške železniške povezave dandanes na medmestnih relacijah nimajo več velikega pomena, a je na drugi strani za funkcioniranje mest bistven primestni in mestni železniški promet, k čemur se prištevajo tudi številni sistemi podzemnih železnic v ZDA.
Velikega pomena so cestna motorizirana transportna sredstva, ki so se razvijala skozi 20. stoletje. S tem v zvezi sta pomembni prelomnici zakon Federal-Aid Road Act iz leta 1916, ki je subvencioniral gradnjo državnih cest, nato pa pričetek udejanjanja ambicioznega načrta izdelave državnega sistema avtocest (angleško Interstate Highway System) leta 1956, kar je omogočilo današnjo povezanost vseh koncev države s kvalitetnimi cestami, načrtovanimi enostavno potovanje na dolge razdalje.
Ravno tako nujen za obstoj ameriške družbe in gospodarstva v današnji obliki je zračni promet. Ta se je pričel po prvi svetovni vojni, a je bil počasi uveljavljen šele v drugi polovici preteklega stoletja s pričetki uporabe reaktivnih potniških letal. Življenje je namreč postajalo vse hitrejše in tako dopuščalo vedno manj časa za potovanje, zaradi česar so hitre letalske povezave postale priljubljen način premeščanja na velike razdalje: leta 2007 so letalske družbe prodale 667 milijonov vozovnic, izmed njih veliko večino domačih. V letu 2007 je letalski promet uporabljal 14.947 letališč v državi. Združene države zaradi pestrega zračnega prometa premorejo tudi nekatera največjih ali najbolj obremenjenih letališč sveta: O'Hare International v Chicagu, Hartsfield-Jackson International v bližini Atlante, Dallas-Fort v Teksasu in Los Angeles International v Kaliforniji.
Malo pa je oceanskih komercialnih ladij: leta 2007 je bilo v ZDA registriranih le 446 plovil z več od 1.000 bruto registrskih ton in le 56 % vseh plovil je bilo v uporabi; mnogo drugih sestavlja vojaško rezervo. Podatkom pa pritiče še informacija, da so mnoge ladje zaradi cenejše delovne sile in registracije prijavljene v drugih državah, mnogokrat tako v Panami ali Liberiji. Najbolj obremenjeno ladijsko pristanišče države je luka v New Orleansu, v kateri letno pristane več kot 6 tisoč plovil. Nafta in njeni derivati ter premog predstavljajo 54 % ladijskega tovora po masi. Nekaj ladijskega prometa poteka tudi po notranjih vodah, najčešče so to Velika jezera, Mississippi in njegovi pritoki ali obalne vodne poti (največja med njimi Intracoastal Waterway).
Največji delež tovora se po državi prepelje po železnici in po cestah s tovornjaki, organizatorji teh načinov transporta pa močno tekmujejo med seboj. Opazen del vsega tovora pa ne potuje niti na omenjena načina, marveč po cevovodih – tu ogromno prispeva transport nafte in zemeljskega plina iz Teksasa in Louisiane v države srednjega zahoda in severovzhoda.

#### Državna uprava
Država je velika porabnica gospodarskih sredstev, in to tako za svoje delovanje kot za izvajanje javnih storitev. V letu 2003 je državno upravo sestavljalo 21,3 milijona delavcev, ki so delovali v sistemih socialne oskrbe, oboroženih silah, policiji, izobraževalnem sistemu, urejanju prometnih povezav in ostale infrastrukture, zdravstvu, negovanju javnih parkov idr.
Skozi 20. stoletje se je javni sektor drastično povečal. Poskok se je zgodil v dveh valovih, prvi je bil vplet države v gospodarstvo v času velike depresije, drugi pa povišanje javne porabe za zmanjševanje revščine in promocijo izobrazbe, ki ga je izvedel predsednik Lyndon Johnson. Svoje je skozi hladno vojno prispevalo tudi nebrzdano oboroževanje in želja po tehnološkem napredku, zahtevajočem velike vložke v znanost.

#### Zabavna industrija
Sem se uvršča predvsem industrija, locirana v kalifornijskem Hollywoodu – vse odkar so podjetniki dognali, da je milo podnebje Kalifornije primerna lokacija za snemanje filmov, je to središče ameriške zabavne industrije. Ta industrija ima še posebno velik pomen pri ameriški kulturni kolonizaciji sveta. Tudi drugi posli sodijo v zabavno industrijo, tako za primer številna gledališča v New Yorku in mnoge televizijske hiše v istem kraju.

### Informacije in tehnologija
Razvoj tehnologije je uveljavil poprej nepredstavljive možnosti uporabe računalnikov, uvedel satelite in še drugače spremenil postmoderno družbo. Vsa spremljajoča tehnologija in njena uporabnost odpira enormno število novih delovnih mest na področju raziskav in aplikacij tehnologij, kar sešteto razpira povsem nove industrije. Zato nekateri strokovnjaki govorijo o samostojnem gospodarskem sektorju.
V njem so izjemnega pomena komunikacije. Komunikacijski sistemi oziroma mediji ZDA so eni najbolj razvitih na svetu. Večina tamkajšnjih medijev je v zasebni lasti. Vseobsežna novost na področju komunikacij je bila uvedba mobilne telefonije; v ZDA je bilo leta 2006 v uporabi 233 milijonov mobilnih telefonov. Leta 2000 je v Združenih državah izhajalo približno 1.500 dnevnih časnikov, izmed katerih so sodeč po nakladi pomembnejši Wall Street Journal, USA Today, New York Times, Los Angeles Times, Washington Post, New York Daily Times, Chicago Tribune in še več drugih. Na področju periodičnih časnikov imajo pomembno mesto Time, Newsweek in Reader's Digest.
Najhitreje razvijajoča se gospodarska panoga je tehnologija, natančneje računalništvo – število delovnih mest za računalniške strokovnjake naj bi se podvojilo med letoma 1996 in 2006, od tega se je samo leta 2006 na področju informacijske tehnologije odprlo 150.000 novih delovnih mest. Nesluteni potenciali pa se nahajajo tudi na področju razvoja interneta, pri katerem imajo Združene države ključno vlogo, saj je med drugim organizacija ICANN, najvišje nadzorno telo interneta, ameriška. Kljub temu pa so ZDA, predvsem zaradi monopolnega položaja ponudnikov internetnih storitev v posameznih regijah, šele na 15. mestu med razvitimi državami po deležu širokopasovnih povezav. Na področju mobilne telefonije je slika podobna.

### Splošni tiskani viri
- Conte, Christopher (2001). Outline of the U.S. Economy. Washington, D.C.: U.S. Department of State, Office of International Information Programs. COBISS 593021.
- Hutton, James G. (2005). The feel-good society: how the "customer" metaphor is undermining American education, religion, media and healthcare. West Paterson, NJ: Pentagram publications. COBISS 15543014.
- Melman, Seymour (1985). The Permanent War Economy: American Capitalism in Decline. New York: Touchstone. COBISS 61549.
- Krugman, Paul (2007). The Conscience of a Liberal. New York, London: W. W. Norton. COBISS 17486566.
- Slavin, Stephen L. (2005). Macroeconomics. Boston, MA: McGraw-Hill/Irwin. COBISS 14508774.
- Tiersky, Ethel; Tiersky, Martin (2001). The U.S.A : customs and institutions. White Plains: Longman. COBISS 24990050.

### Splošni elektronski viri
- Baker, Jean H. (2005). United States Government. Encarta Reference Library Premium 2005 DVD
- Watts, M. (2005). United States Economy. Encarta Reference Library Premium 2005 DVD

### Drugi viri
1. ↑  »United States - Economy«. Encyclopaedia Britannica Online. Pridobljeno 15. junija 2007.
2. 1 2  »United States - Economy (CIA World Factbook)«. CIA. Arhivirano iz prvotnega spletišča dne 26. decembra 2018. Pridobljeno 14. novembra 2007.
3. ↑  »U.S. Bureau of the Census«. Pridobljeno 20. novembra 2007.
4. ↑  Schneider, Wilfried (1995). Gospodarsko poslovanje 5. Celovec, Ljubljana, Dunaj: Mohorjeva založba. COBISS 53058816.
5. ↑  »Dumping Without Borders: How US Agricultural Policies are Destroying the Livelihoods of Mexican Corn Farmers«. Oxfam. Arhivirano iz prvotnega spletišča dne 21. avgusta 2008. Pridobljeno 14. novembra 2007.
6. ↑  »United States - Britannica Online Encyclopedia«. Britannica Encyclopedia. Pridobljeno 14. novembra 2007.
7. ↑  »Transtats«. Bureau of Transportation Statistics (U.S. Department of Transportation). Pridobljeno 14. novembra 2007.
8. ↑  »United States - Transportation (CIA World Factbook)«. CIA. Arhivirano iz prvotnega spletišča dne 26. decembra 2018. Pridobljeno 14. novembra 2007.
9. ↑  »United States - Communications (CIA World Factbook)«. CIA. Arhivirano iz prvotnega spletišča dne 26. decembra 2018. Pridobljeno 16. novembra 2007.
10. ↑  Holahan C. (24. april 2007). »The Myth of High-Tech Outsourcing« (v angleščini). BusinessWeek. Pridobljeno 22. julija 2008.
11. ↑  Bosworth M.H (17.9.2006). U.S. Still Lags In Broadband Access. ConsumerAffairs.com. Pridobljeno 9.12.2008.